# Gippsland

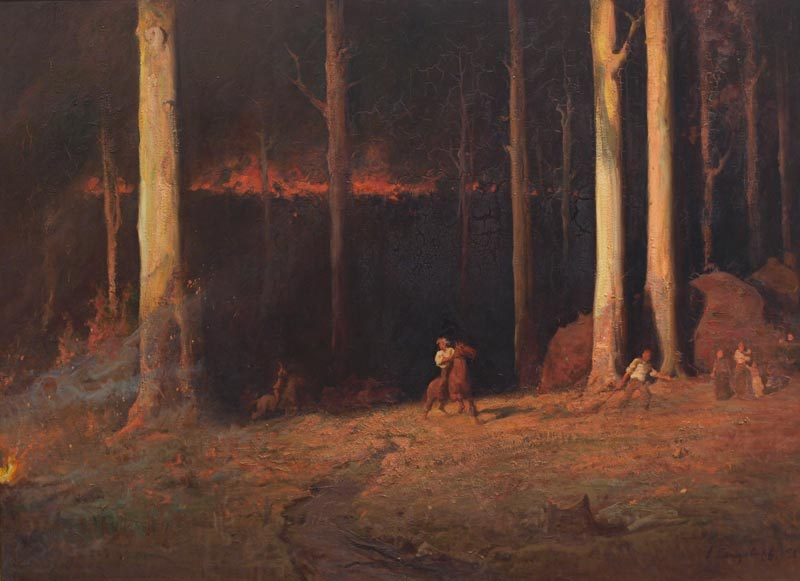
El Gippsland, Sunday night, February 20th, 1898 por John Longstaff, representando el «Martes Rojo», cuando incendios forestales asolaron Gippsland.

Gippsland es una gran región rural del estado de Victoria (Australia). Comienza inmediatamente al este de las afueras de Melbourne y se extiende hasta la frontera con Nueva Gales del Sur, situada entre la Gran Cordillera Divisoria al norte y al estrecho de Bass al sur. La región es conocida por sus producciones primarias, tales como la minería, la generación de energía y la agricultura, así como sus destinos turísticos -Phillip Island, Promontorio Wilsons, los lagos de Gippsland, Walhalla, Baw Baw Plateau, Strzelecki Ranges y la Gourmet Deli Region. Originalmente habitada por los pueblos aborígenes gunai y bunurong, Samuel Anderson, un inmigrante escocés, fue quien estableció el tercer asentamiento permanente en Victoria, específicamente en Bass, durante 1835. La colonización europea comenzó después de dos expediciones a la zona. Angus McMillan condujo la primera expedición de europeos a través del área entre 1839 y 1840 y le dio la denominación de Caledonia Australis. Esto fue seguido en marzo de 1840 por el explorador polaco Pawel Edmund Strzelecki, quien condujo a su expedición sin saberlo por el mismo terreno ya encontrado por McMillan, y cambió el nombre de muchos lugares y monumentos naturales. A raíz de estas expediciones, a la región le fue oficialmente dado el título de Gippsland («tierra de Gipps»), un nombre elegido por Strzelecki en honor del Gobernador de Nueva Gales del Sur, George Gipps, con quien tuvo una estrecha relación.
La Oficina Australiana de Estadísticas en su censo de 2006 informó que Gippsland posee una población de 239.647 habitantes: 80.115 en Gippsland Este, 52.377 en Gippsland Sur, 33.632 en Gippsland Oeste y 73.477 en las divisiones estadísticas del Valle Latrobe.

## Geografía

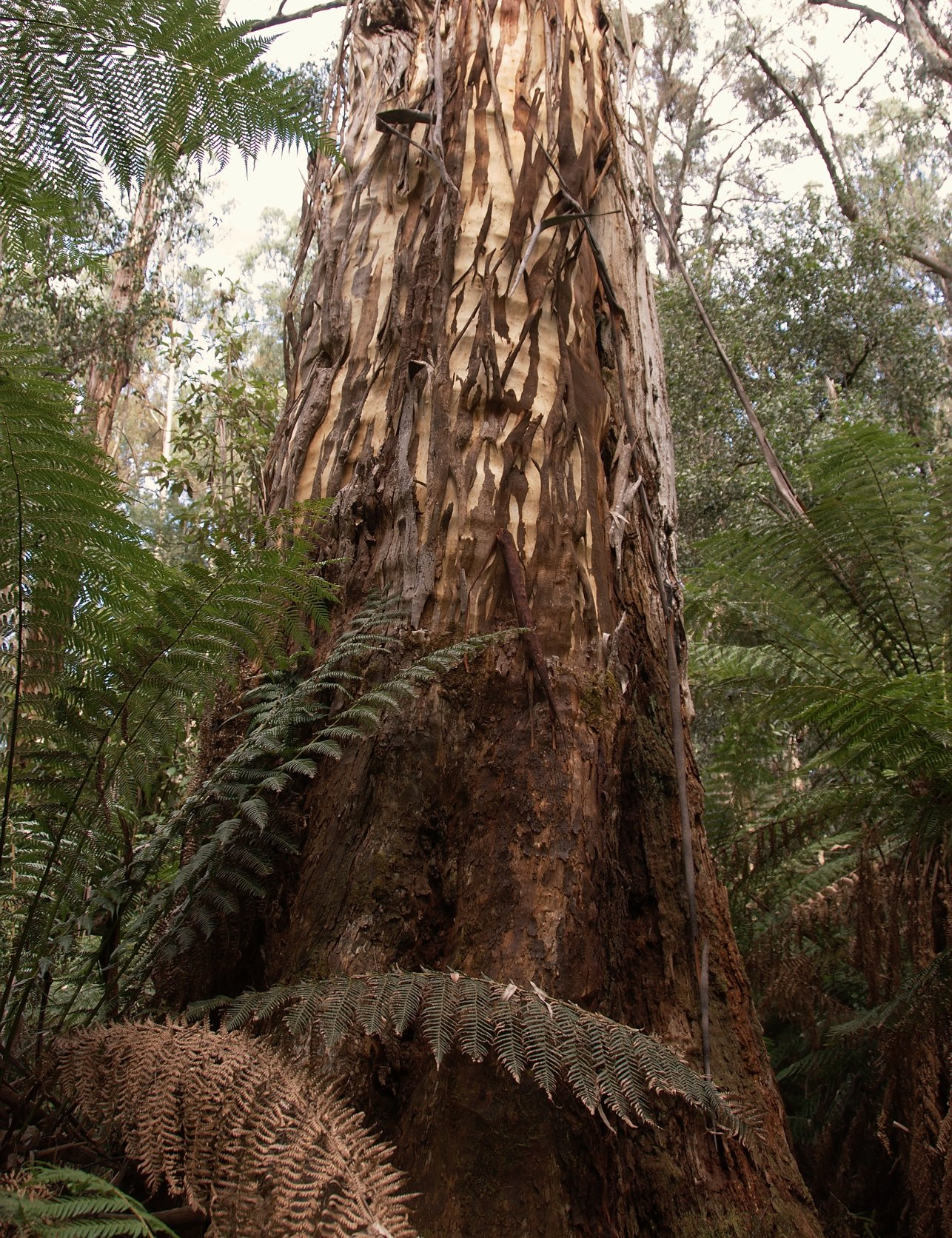
Viejos bosques en Gippsland Este.

Gippsland tradicionalmente se subdivide en cuatro o cinco regiones principales:
- Gippsland Oeste (aproximadamente equivalente a la de Shires Cardinia y Baw Baw)
- Gippsland Sur (Costa de Bass y sur de Gippsland Shires)
- El Valle de Latrobe  (Latrobe City y áreas de Baw Baw al norte)
- Gippsland Este (Condado de Wellington y Gippsland Este).

A veces se incluye una quinta región, Gippsland Central (que corresponde aproximadamente al Condado de Wellington), para referirse a la zona más seca entre Lagos de Gippsland y Yarram.

## Clima

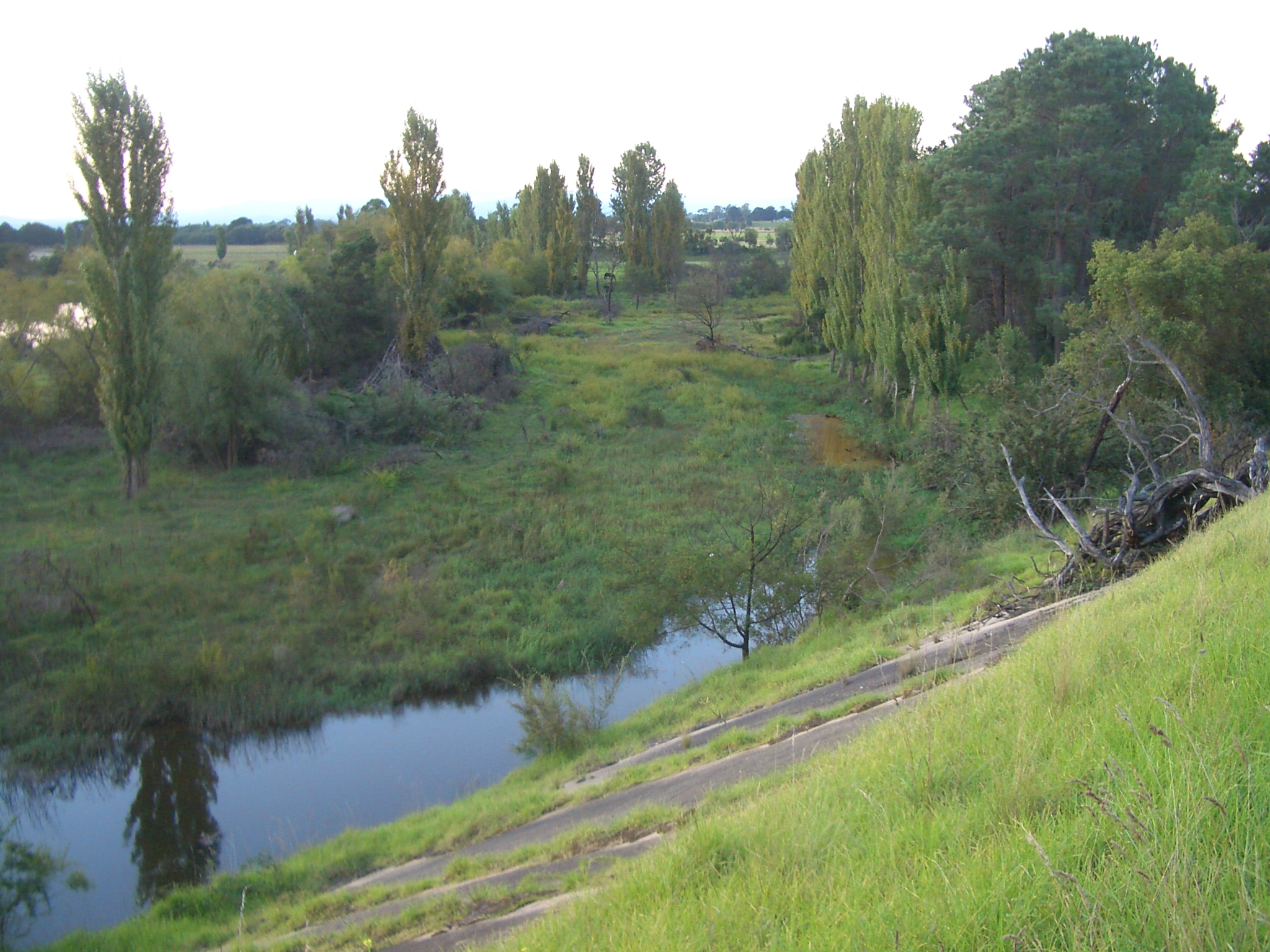
Río Avón.

El clima de Gippsland es templado y húmedo en general, excepto en la región central alrededor de Sael, donde las precipitaciones anuales pueden ser inferior a 600 mm (24 pulg). En Strzelecki Ranges, las precipitaciones anuales pueden ser tan altas como 1500 milímetros (60 pulg), mientras que en las altas montañas de Gippsland Este probablemente lleguen a niveles similares —muchas de están precipitaciones caen en forma de nieve—. En los niveles inferiores al este de Snowy, la media anual de precipitaciones es típicamente alrededor de 900-950 mm (35-37) y menos variable que en los distritos costeros de Nueva Gales del Sur. La media de temperaturas máximas en zonas bajas oscilan entre 24 °C (75 °F) en enero para un agradable de 15 °C (59 °F) en julio. En las tierras altas de Baw Baw Plateau y en la lejana Errinundra Plateau, las temperaturas son muy agradables en verano, yendo desde un máximo de 18 °C (64 °F) a un mínimo de 8 °C (46 °F). Sin embargo, en invierno, el mínimo en estas áreas puede ser tan bajo como -4 °C (25 °F), dando lugar a fuertes nevadas que suelen aislar a Errinundra Plateau entre junio y octubre.
En los últimos años se ha visto una persistente sequía en la mayor parte de Gippsland —considerado como una de las zonas de precipitaciones más predecibles en Australia—, con precipitaciones anuales en el Valle de Latrobe y Gippsland Sur, desde 1997, 20 por ciento inferior a la media registrada entre 1885 y 1996. Esto es probablemente un reflejo del aumento del efecto invernadero y la alteración de la posición de los anticiclones sobre y alrededor de Australia. 
En junio de 2007 hubo una inundación que afectó todo Gippsland, pero muy especialmente a Gippsland Sur, causando advertencia de inundación para todos los ríos e inundaciones en Bairnsdale. Varias carreteras fueron cerradas. Almacenamientos de agua fueron inundados por igual, y una casa lista para ser trasladado a otro lugar y almacenada temporalmente bajo tierra fue arrastrada por el río Mitchell.

## Recursos naturales

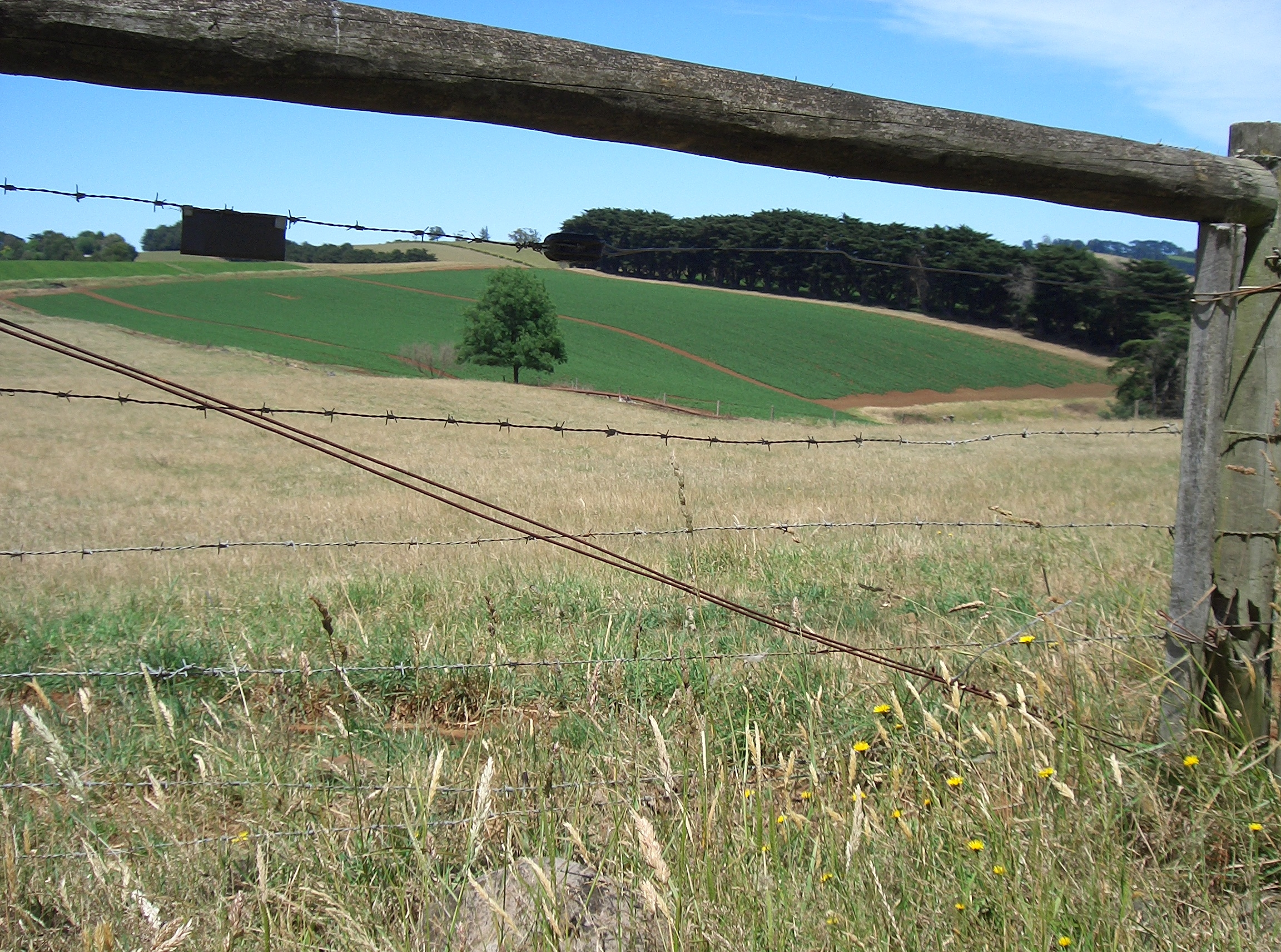
Cultivo de papa en Thorpdale (Victoria).

Los suelos en Gippsland son en general muy infértiles, siendo muy deficientes en nitrógeno, fósforo, potasio y calcio. Sin contar las zonas inundadas con frecuencia, sus suelos son clasificados como podzols, psamments y ultisoles. Por consiguiente, es necesaria una fuerte fertilización para la agricultura o el desarrollo del pastoreo. A pesar de esto, Gippsland es altamente productiva de hortalizas y posee una industria láctea en crecimiento: la región suple a Melbourne la mayoría de sus necesidades en estas materias. Algunos suelos aluviales —principalmente cerca de Snowy— preservan aún cierta fertilidad nativa y han sido siempre intensamente cultivados. En el extremo noreste hay una pequeña sección de Monaro Tableland utilizada para el pastoreo de ganado vacuno.
Aunque Gippsland posee muy pocos yacimientos de minerales metálicos —hubo fiebre por el oro en el siglo XIX alrededor de Foster, Buchan y Walhalla, pero se agotó rápidamente— ni grandes depósitos de minerales no metálicos industriales, sí tiene la característica de ser el más grande depósito del mundo en lignito y, en torno a Sael y en las afueras de las costas del estrecho de Bass, de tener algunos de los mayores yacimientos de petróleo y gas natural en Australia.
Al igual que el resto de Australia, los mares alrededor de Gippsland son de muy baja productividad, ya que no hay afloramiento debido a las corrientes cálidas del mar de Tasmania. No obstante, ciudades como Marlo y Mallacoota dependieron durante un largo tiempo en la pesca de abulón, cuyos exoesqueletos pueden alcanzar precios muy elevados a causa de su uso de incrustaciones de perlas.